# Virginio Pizzali
Virginio Pizzali (Mortegliano, 28 de diciembre de 1934–Udine, 14 de noviembre de 2021) fue un deportista italiano que compitió en ciclismo en la modalidad de pista, especialista en la prueba de persecución por equipos.
Participó en los Juegos Olímpicos de Melbourne 1956, obteniendo una medalla de oro en la prueba de persecución por equipos (junto con Antonio Domenicali, Franco Gandini, Leandro Faggin y Valentino Gasparella).

## Medallero internacional
| Juegos Olímpicos | Juegos Olímpicos      | Juegos Olímpicos | Juegos Olímpicos        |
| Año              | Lugar                 | Medalla          | Competición             |
| ---------------- | --------------------- | ---------------- | ----------------------- |
| 1956             | Melbourne (Australia) | Medalla de oro   | Persecución por equipos |

1. ↑  Compitió en la ronda de clasificación.